# Synchronní výuka
Synchronní výuka (sdílení aplikací, virtuální třída), je realizována v pomyslné počítačové – virtuální třídě – pod vedením lektora (online komunikace). Student komunikuje prostřednictvím počítače na dálku s lektorem a ostatními studenty. Nutnou podmínkou (stejně jako u prezenčního typu studia) je mít minimální počet uchazečů o kurz, aby mohlo studium začít.

## Výhody synchronní výuky
- Umožňuje v reálném čase aplikaci vědomostí vztahujících se ke komplexním tématům.
- Umožňuje v reálném čase vzájemné interakce studentů i lektorů.
- Většinou bývá levnější na výrobu než asynchronní výuka.
- Rychleji se vyrábí.
- Jednoduše se modifikuje.
- Lektor může improvizovat.
- Výuka vedená lektorem je všem důvěrně známa.

## Nevýhody synchronní výuky
- Vyžaduje koordinaci časových plánů a prostor.
- Může vyvolávat cestovní náklady.
- Těžko se uchovává a standardizuje.
- Studenti nemohou studovat svým vlastním tempem.
- Nepodporuje individuální zkoumání, způsoby učení.
- Může odradit studenty, kteří na sebe berou riziko živého prostředí, kde se setkávají tváří v tvář.

## Elektronické komunikační nástroje pro podporu synchronní výuky
- Audio konference
- Video konference